# Fritz Müller (Parteifunktionär)
Fritz Müller (* 3. Dezember 1920 in Forst (Lausitz); † 15. April 2001) war ein SED-Funktionär, der von 1960 bis 1989 die Abteilung Kader des ZK der SED leitete.

## Leben
Der Sohn eines Zigarettenmachers absolvierte nach dem Besuch der Mittelschule 1937 bis 1939 eine Ausbildung zum Kaufmann. Am 18. Dezember 1938 beantragte er die Aufnahme in die NSDAP und wurde zum 1. September 1939 aufgenommen (Mitgliedsnummer 7.142.801). Während des Zweiten Weltkrieges diente er als Soldat in der Wehrmacht und wurde zuletzt zum Feldwebel befördert. Nach Ende des Krieges befand er sich zwischen Mai 1945 und Dezember 1947 in sowjetischer Kriegsgefangenschaft und schloss sich in dieser Zeit einem Antifazirkel im Lager Nischni Tagil an und war daneben im Bergbau beschäftigt.
Nach seiner Rückkehr nach Deutschland Ende Dezember 1947 wurde er im Februar 1948 zunächst Sachbearbeiter, im Oktober 1948 Leiter der Abteilung Planung beim Rat des Kreises Forst und anschließend 1950 in gleicher Funktion beim Rat des Kreises Frankfurt (Oder). Nach kurzer Zeit wurde er 1951 Instrukteur für Planung in der Abteilung Wirtschaftspolitik der SED-Landesleitung Brandenburg und danach von August 1952 bis Februar 1953 Leiter der Abteilung Wirtschaftspolitik der SED-Bezirksleitung Cottbus. Nach einem Studium an der Landesparteischule Ballenstedt war er von 1954 bis 1955 dort Stellvertretender Schulleiter sowie Lehrstuhlinhaber für Wirtschaftspolitik.
Im Juni 1955 ging er nach Ost-Berlin, wo er als Nachfolger von Helmut Sandig Leiter der Abteilung Planung und Finanzen des ZK der SED wurde. Im Mai 1960 erfolgte seine Ernennung zum Leiter der Abteilung Kader des ZK. Damit war er auch verantwortlich für die Weiterbildung von Funktionären der SED und der Massenorganisationen. Außerdem war er in dieser Zeit verantwortlich für die Personalpolitik der SED und damit das gesamte Nomenklatursystem aller maßgeblichen Organisationen und Institutionen der DDR. In dieser Funktion wurde er 1963 zunächst Kandidat und dann von 1967 bis 1989 Mitglied des ZK der SED. Von April 1979 bis November 1989 war er zusätzlich als Nachfolger von Kurt Tiedke 1. Sekretär der Zentralleitung der SED-Parteiorganisation im ZK-Apparat.
Am 28. November 1989 wurde er von seiner Funktion als Leiter der ZK-Abteilung abberufen und am 10. Februar 1990 aus der PDS ausgeschlossen.
Während der DDR-Zeit wurde er für seine Verdienste in der SED mehrfach ausgezeichnet und erhielt den Vaterländischen Verdienstorden in Bronze, Silber und Gold 1959, 1964 und 1970 sowie 1980 die Ehrenspange zum Vaterländischen Verdienstorden. Darüber hinaus wurde er 1969 und 1981 mit dem Banner der Arbeit. 1984 und 1985 wurde er mit dem Karl-Marx-Orden ausgezeichnet.